# St. Nikolaus (Geismar)

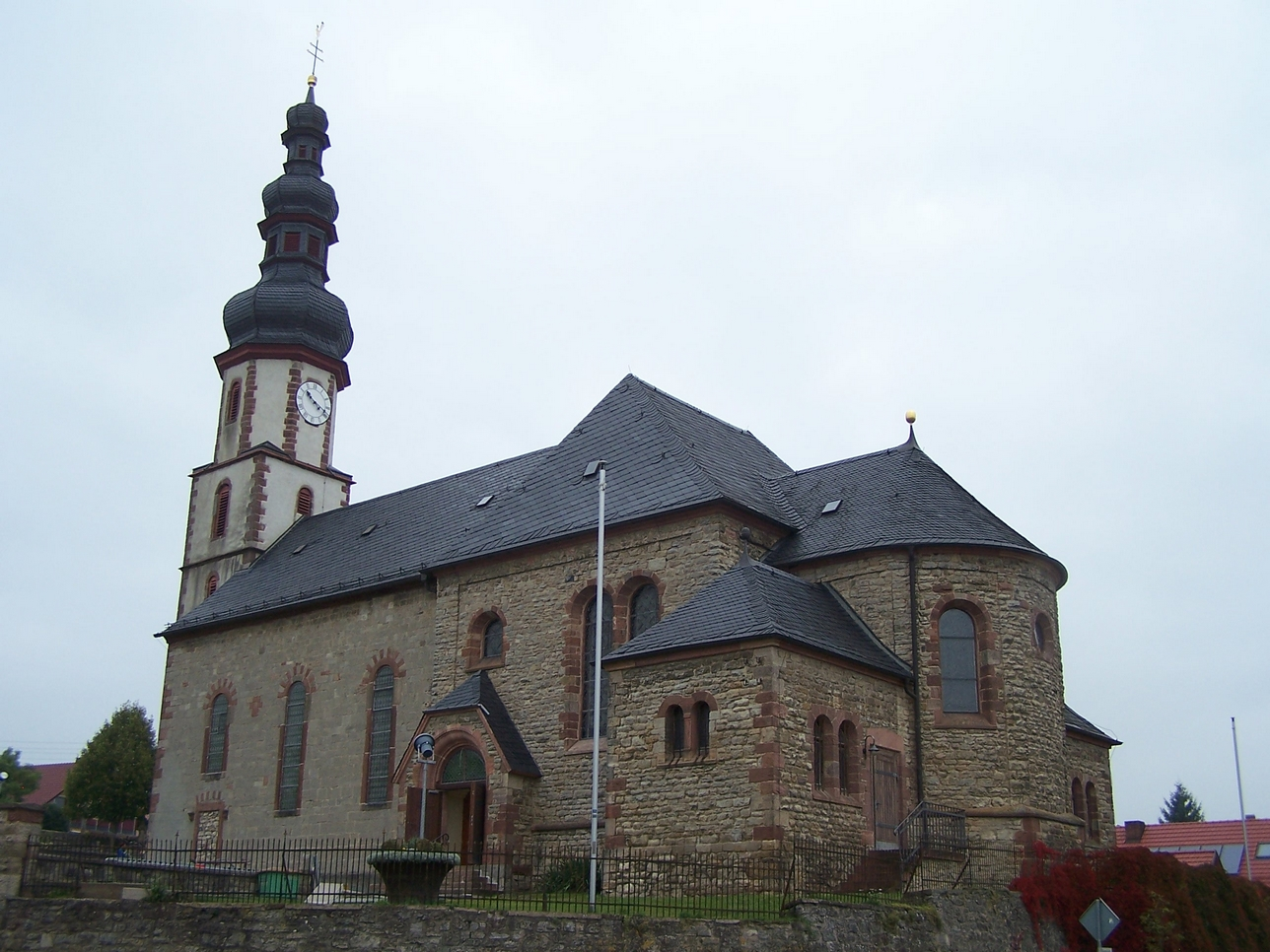
St. Nikolaus

Die Kirche St. Nikolaus ist eine römisch-katholische Filialkirche. Sie steht in Geismar, einem Ortsteil der Stadt Geisa im Wartburgkreis in Thüringen. Die Kirchengemeinde Geismar gehört zum Pastoralverbund St. Elisabeth im Ulster-, Felda- und Werratal im Dekanat Hünfeld-Geisa, Bistum Fulda.

## Beschreibung
Die Saalkirche wurde 1863 gebaut. Der Fassadenturm auf quadratischen Grundriss mit einem achtseitigen Obergeschoss stammt aus der ersten Hälfte des 16. Jahrhunderts. Er ist mit einer dreifachen, schiefergedeckten Zwiebel aus dem 18. Jahrhundert bedeckt. Im Glockenstuhl hängen auf drei Etagen verteilt fünf Eisenhartgussglocken. Ihre Schlagtöne sind dis′, fis′, gis′, ais′ und cis². Sie wurden 1957 von Schilling & Lattermann gegossen.
Das Langhaus wurde 1908 um zwei Achsen und die Apsis im Osten erweitert. Der Chor wurde 1965 umgestaltet. Der neugotische Hochaltar hat Halbreliefs von 1490. Auf ihnen sind dargestellt: In der Mitte Nikolaus, links die Verkündigung, Mauritius und Cyriacus, rechts Katharina, Margaretha, Christophorus und Sebastian. Seitlich stehen barocke Leuchter. Der rechte Seitenaltar, entstanden um 1750, hat im Auszug eine Kreuzigungsgruppe. In vier Reihen stehen Figuren eines
ehemaligen Vierzehn-Nothelfer-Altars und eine Mondsichelmadonna aus dem 17. Jahrhundert. Die Kanzel aus der zweiten Hälfte des 17. Jahrhunderts ist mit Figuren der Kirchenväter geschmückt. Das Taufbecken, entstanden um 1520, ist mit Maßwerk verziert. Die Figuren von Bonifatius sowie von Michael und Josef sind um 1650 entstanden. Die Pietà ist aus dem 18. Jahrhundert. Die Glasmalerei im Chor ist um 1908 entstanden. Die Orgel wurde 1864 von Friedrich Knauf gebaut.